# Maylandia sandaracinos
Maylandia sandaracinos är en fiskart som först beskrevs av Stauffer, Bowers, Kellogg och Mckaye, 1997.  Maylandia sandaracinos ingår i släktet Maylandia och familjen Cichlidae. IUCN kategoriserar arten globalt som sårbar. Inga underarter finns listade i Catalogue of Life.